# Claudia Sheinbaumová
Claudia Sheinbaumová (plným jménem Claudia Sheinbaum Pardo, * 24. června 1962 Ciudad de México) je mexická fyzička a politička za stranu Morena. Od října 2024 je prezidentkou Mexika, jakožto první žena v této funkci. Při svém nástupu do funkce nahradila prezidenta Lópeze Obradora.
Od roku 2018 byla starostkou hlavního města Ciudad de México. Byla zvolena na šest let, ale úřadu se v červnu 2023 předčasně vzdala, aby se mohla ucházet o nominaci do prezidentských voleb v roce 2024.

## Původ
Pochází z rodiny nepraktikujících Židů. Aškenázští předci z otcovy strany emigrovali do Mexika v meziválečném období z Litvy, sefardští předci z matčiny strany emigrovali během druhé světové války z Bulharska. 

## Život
Sheinbaumová vystudovala fyziku a to v letech 1984–1995 na Mexické národní autonomní univerzitě. V letech 1991–1994 přitom zároveň působila na Kalifornské univerzitě v Berkeley ve Spojených státech amerických.
Následně se v roce 1995 stala zaměstnankyní Mexické národní autonomní univerzity a také členkou Mexické akademie věd. Akademickou kariéru přerušila v roce 2000, kdy ji tehdejší starosta Mexika Andrés Manuel López Obrador jmenoval tajemnicí pro životní prostředí. V této roli se především starala o prosazování udržitelné dopravy, mj. zavedení Metrobúsu. V roce 2006 se vrátila do akademické sféry a stala se členkou Mezivládního panelu pro změnu klimatu, ve kterém se podílela na jeho páté hodnotící zprávě. V roce 2015 se vrátila do politiky jako starostka Tlalpanu, jednoho z obvodů Ciudad de México.